# Ambassade de France au Salvador
L'ambassade de France au Salvador est la représentation diplomatique de la République française auprès de la république du Salvador. Elle est située à San Salvador, la capitale du Salvador, et son ambassadrice est, depuis 2023, Anne Denis-Blanchardon.

## Ambassade
L'ambassade est située avenida de la Revolución, à San Salvador, dans la colonia San Benito. Elle est en colocation avec la Délégation de l’Union européenne. Elle n’accueille plus de section consulaire depuis 2017. 

## Histoire
Le 4 mai 1979, l'ambassadeur Michel Dondenne est séquestré par un groupe révolutionnaire pendant 28 jours, avec cinq autres membres de l'ambassade, ce qui entraînera ensuite la fermeture de l'ambassade jusqu'en juillet 1983.
Le 2 juin 2019, Marc-Antoine G., l'adjoint de l'ambassadeur et n°2 de l'ambassade, est arrêté par la Direction générale de la Sécurité intérieure, une branche des services de renseignement français, à l'aéroport de Roissy. Le 6 juin, il est mis-en-examen par les autorités française pour « association de malfaiteurs terroriste criminelle »,. Il est soupçonné d'avoir été un membre actif du groupuscule terroriste d'extrême-droite AFO (démantelé en juin 2018) sous le nom de code « Cortes »,, et d'avoir été nommé chef de la région Ile-de-France de l’AFO à l’été 2017 par Guy Sibra, un policier à la retraite fondateur du groupe terroriste,. Il est aussi soupçonné d'avoir recruté des membres pour la cellule parisienne, et d'avoir voulu utiliser sa valise diplomatique, qui échappe au contrôle des douanes, pour ramener des armes du Salvador,. Marc-Antoine G. a admis avoir participé à des réunions de l'AFO en mai 2018. L'affaire est révélée par la presse française, grâce à un article du Parisien, le 12 septembre 2019,.

## Ambassadeurs de France au Salvador
| De   | À    | Ambassadeur                        |
| ---- | ---- | ---------------------------------- |
| 1944 | 1945 | Gilbert Medioni,                   |
| 1945 | 1947 | Marc Millon de Peillon,            |
| 1947 | 1950 | Jacques Coiffard,                  |
| 1950 | 1955 | André Joubert                      |
| 1955 | 1962 | Ernest Triat                       |
| 1962 | 1967 | Marc Pofilet                       |
| 1967 | 1970 | Charles Lesca                      |
| 1970 | 1975 | Roger Lalouette                    |
| 1975 | 1979 | Jacques Posier                     |
| 1979 | 1979 | Michel Dondenne                    |
| 1979 | 1983 | Pas de représentation diplomatique |
| 1983 | 1985 | Jean-Pierre Chauvet                |
| 1985 | 1988 | Alain Rouquié                      |
| 1988 | 1996 | Jean-Claude Fortuit                |
| 1991 | 1996 | Gaston Le Paudert                  |
| 1996 | 1999 | Michèle Dantec                     |
| 1999 | 2004 | Lydie Gazarian                     |
| 2004 | 2008 | Francis Roudière                   |
| 2008 | 2011 | Blandine Vailhe-Kreiss             |
| 2011 | 2015 | Philippe Vinogradoff               |
| 2015 | 2019 | David Izzo                         |
| 2019 | 2023 | François Bonet                     |
| 2023 | auj. | Anne Denis-Blanchardon             |

## Relations diplomatiques
Les relations diplomatiques entre la France et le Salvador ont été établies le 5 juin 1878 par une convention portant sur l'échange de représentants consulaires entre les deux pays.
De 1945 à 1951, la France désignait des ambassadeurs au Centre-Amérique, qui couvraient les Républiques du Costa Rica, du Guatemala, du Honduras, du Nicaragua et du Salvador. À partir de 1951, chacun de ces pays a accrédité un ambassadeur distinct, représentant de la France.
Le 4 mai 1979, l'ambassadeur Michel Dondenne, nommé en mars, est séquestré pendant 28 jours, avec cinq autres membres de l'ambassade, par un groupe révolutionnaire qui envahit aussi la cathédrale de la capitale ainsi que l'ambassade costaricaine. Cet incident se termine par la libération des otages mais reste le prélude à une guerre civile qui débute en octobre 1979 par un coup d'État. L'ambassade de France est fermée jusqu'en 1983, Michel Dondenne étant nommé en janvier 1980 au Costa Rica. Un chargé d'affaires rouvre le poste en juillet 1983, en attente de la normalisation des relations diplomatiques le 17 avril 1985.

### Belize
Seule enclave anglophone d'Amérique centrale, le Belize, colonie nommée Honduras britannique jusqu'en 1964, puis territoire autonome, accède à l'indépendance du Royaume-Uni le 21 septembre 1981. Malgré l'instauration de relations diplomatiques entre le Belize et la France, cette dernière accrédite son ambassadeur en résidence au Guatemala auprès de l'État bélizien. Le Belize, quant à lui, nomme un ambassadeur à Bruxelles, accrédité auprès de l'Union européenne.

## Consulats

### Communauté française
Au 31 décembre 2016, 604 Français sont inscrits sur le registre consulaire au Salvador.
| 2001 | 2002 | 2003 | 2004 |
| ---- | ---- | ---- | ---- |
| 439  | 521  | 526  | 611  |

| 2005 | 2006 | 2007 | 2008 |
| ---- | ---- | ---- | ---- |
| 623  | 668  | 650  | 660  |

| 2009 | 2010 | 2011 | 2012 |
| ---- | ---- | ---- | ---- |
| 673  | 671  | 690  | 701  |

| 2013 | 2014 | 2015 | 2016 |
| ---- | ---- | ---- | ---- |
| 727  | 667  | 624  | 604  |

### Circonscriptions électorales
Depuis la loi du 22 juillet 2013 réformant la représentation des Français établis hors de France avec la mise en place de conseils consulaires au sein des missions diplomatiques, les ressortissants français d'une circonscription recouvrant le Guatemala et le Salvador élisent pour six ans un conseiller consulaire. Ce dernier a trois rôles : 
1. il est un élu de proximité pour les Français de l'étranger ;
2. il appartient à l'une des quinze circonscriptions qui élisent en leur sein les membres de l'Assemblée des Français de l'étranger ;
3. il intègre le collège électoral qui élit les sénateurs représentant les Français établis hors de France.

Pour l'élection à l'Assemblée des Français de l'étranger, le Salvador et le Belize appartenaient jusqu'en 2014 à la circonscription électorale de Mexico, comprenant aussi le Costa Rica, le Guatemala, le Honduras, le Mexique, le Nicaragua et Panama, et désignant trois sièges. Le Salvador et le Belize appartiennent désormais à la circonscription électorale « Amérique Latine et Caraïbes » dont le chef-lieu est São Paulo et qui désigne sept de ses 49 conseillers consulaires pour siéger parmi les 90 membres de l'Assemblée des Français de l'étranger.
Pour l'élection des députés des Français de l’étranger, le Salvador et le Belize dépendent de la 2e circonscription.